# Siganus virgatus
Siganus virgatus là một loài cá biển thuộc chi Cá dìa trong họ Cá dìa. Loài cá này được mô tả lần đầu tiên vào năm 1835.

## Từ nguyên
Từ định danh virgatus trong tiếng Latinh có nghĩa là "dải sọc", hàm ý đề cập đến hai dải sọc chéo màu nâu trên cơ thể loài cá này: một dải từ gáy băng xuống cằm, dải còn lại từ gốc của gai vây lưng thứ 4 hoặc thứ 5 kéo dài đến gốc vây ngực.

## Phạm vi phân bố và môi trường sống
S. virgatus có phạm vi phân bố ở vùng biển Đông Ấn Độ Dương và Tây Thái Bình Dương. Loài cá này xuất hiện phổ biến ở khắp vùng biển các nước khu vực Đông Nam Á; trải dài về phía bắc đến ngoài khơi quần đảo Ryukyu (Nhật Bản), phía đông giới hạn đến Tây Papua (Indonesia) và bờ biển Kimberly (Tây Úc). Ở Ấn Độ Dương, S. virgatus tìm thấy ở ngoài khơi phía nam Ấn Độ và xung quanh Sri Lanka. S. virgatus sống gần các rạn san hô và thảm cỏ biển gần bờ hoặc trong đầm phá ở độ sâu đến ít nhất là 12 m.
Trong một cuộc khảo sát về các loài cá dìa tại Bảo tàng Lịch sử Tự nhiên ở Viên, người ta đã tìm thấy một mẫu vật duy nhất của S. virgatus được thu thập vào năm 1975 tại biển Adriatic. Đây cũng là một trong những ghi nhận sớm nhất về sự du nhập của một loài cá nhiệt đới vào Địa Trung Hải, và là ví dụ cho một loài chuyển vị mạnh (drastically translocated species).
Sự xuất hiện của những loài ngoại lai đến từ vùng biển nhiệt đới hoặc cận nhiệt đới như S. virgatus là do con người (thông qua các hoạt động buôn bán cá cảnh), vì chúng không thể tự mình bơi đến Địa Trung Hải thông qua kênh đào Suez hoặc eo biển Gibraltar.

## Mô tả
Chiều dài cơ thể tối đa được ghi nhận ở S. virgatus là 30 cm. S. virgatus rất dễ bị nhầm lẫn với loài họ hàng của nó là Siganus doliatus. S. virgatus có những đốm và vạch ngắn màu xanh lam ở hai bên thân, thay vì là những dải sọc đứng như S. doliatus.
Số gai ở vây lưng: 13; Số tia vây ở vây lưng: 10; Số gai ở vây hậu môn: 7; Số tia vây ở vây hậu môn: 9; Số tia vây ở vây ngực: 16 - 18; Số gai ở vây bụng: 1; Số tia vây ở vây bụng: 5.

## Sinh thái học
Những tác động của hiện tượng phú dưỡng và nạn đánh bắt cá quá mức dẫn đến việc thay đổi thành phần của quần xã rạn san hô trên toàn thế giới: sự thống trị của san hô dần bị thay thế bằng sự thống trị của các loài tảo. Cá ăn thực vật được xem là một phương pháp dùng để kiềm chế sự phát triển của các loài rong tảo, giúp duy trì sự thống trị của san hô.
Trong một thí nghiệm, người ta cho cấy các loài tảo thuộc chi Sargassum và Padina lên sườn đá ngầm tại những hòn đảo khác nhau ở Nam Sulawesi. Kết quả cho thấy, chỉ có duy nhất một loài S. virgatus là kiếm ăn ở tất cả các điểm được cấy tảo, một số loài cá khác như Zebrasoma scopas, Naso unicornis và Naso lituratus chỉ ăn tảo ở một vài các địa điểm được khảo sát.
S. virgatus có thể tạo ra những cá thể lai với S. doliatus ở vùng biển phía đông Indonesia, nơi S. virgatus cũng được tìm thấy.